# Gaspar Hernàndez
Gaspar Hernàndez (Sant Esteve d'en Bas, 1971) és un escriptor, crític literari en diversos mitjans de comunicació i periodista català que actualment presenta i dirigeix el programa L'ofici de viure a Catalunya Ràdio. El 2009 va guanyar el Premi Josep Pla de narrativa amb la novel·la El silenci i el Premi Ciutat de Barcelona pel programa de ràdio "L'ofici de viure". Cinc anys més tard publica una nova obra titulada La Terapeuta (2013).
Anteriorment havia presentat Les nits a Catalunya Ràdio i el programa sobre espiritualitat Una nit a la terra, també a Catalunya Ràdio. Hernàndez ja havia mostrat la seva vena literària amb el programa de televisió que es transmetia en diverses cadenes locals, El book insígnia, i que feia amb el seu col·lega Jordi Llavina. Autor de Mandra (2002), conjunt de relats periodístics i El llibre de les emocions (2006), on es mostren alguns dels relats dels oients del programa Una nit a la terra.
El silenci explica la història d'un home que parla a Umiko, una jove japonesa malalta de càncer que ha viscut una experiència traumàtica en un monestir zen, mentre està dormint. Ella creu que les paraules la poden guarir, mentre que el narrador és força escèptic amb la medicina alternativa. L'acció es desenvolupa a Formentera.
La Terapeuta explica com l'actor de teatre Hèctor Amat, bloquejat per l'ansietat després de presenciar un crim, recorre a la terapeuta Eugènia Llort. La seva relació passa a ser d'una dependència extrema i l'Hèctor se n'enamora.

## Obres
- Què pensa Josep Cuní entrevistat per Gaspar Hernández (1995, Dèria)
- Mandra (2002, Dèria)
- El llibre de les emocions (2006, L'Esfera dels llibres)
- El silenci (2009) Premi Josep Pla de narrativa
- L'ofici de viure bé (2009, Columna)
- Contes per ser feliç (2011, Estrella Polar)
- La Terapeuta (2014, Columna)
- La dona que no sabia plorar (2018, Columna)